# John Lavery (cầu thủ bóng đá, sinh năm 1877)
John Lavery (sinh năm 1877) là một cầu thủ bóng đá chuyên nghiệp người Anh thi đấu ở vị trí tiền vệ cánh cho Sunderland.